# 11593 Утікава
11593 Утікава (11593 Uchikawa) — астероїд головного поясу, відкритий 20 квітня 1995 року.
Тіссеранів параметр щодо Юпітера — 3,647.
Названо на честь астронома-аматора Утікави (яп. うちかわ(内川) утікава).